# 5541 Seimei
Az 5541 Seimei (ideiglenes jelöléssel 1976 UH16) a Naprendszer kisbolygóövében található aszteroida. Hiroki Kosai,  Kiichiro Hurukawa fedezte fel 1976. október 22-én.